# Miloš Říha
Miloš Říha (6. prosince 1958 Přerov – 31. srpna 2020 Praha) byl český hokejový trenér a československý hokejový útočník. Jako trenér dlouho působil v KHL, na domácí scéně je jeho jméno spojeno především s Pardubicemi, úspěšně působil i ve Slovanu Bratislava a v letech 2018–2020 pak byl hlavním trenérem české hokejové reprezentace.

## Hráčská kariéra
Miloš Říha působil v aktivní hráčské kariéře jako centr. Začínal v rodném Přerově a poté na ligové úrovni působil v Dukle Jihlava, Vítkovicích, v Gottwaldově, v Brně a nakonec v nižší soutěži v Hodoníně. Jeho největším hráčským úspěchem byl mistrovský titul s Vítkovicemi v roce 1981.

## Trenérská kariéra

### Začátky
Říhova trenérská kariéra začala už v průběhu té hráčské, kterou ovlivnila autonehoda, při které utrpěl zlomeninu nohy. Jako hrající trenér působil od roku 1990 v Hodoníně. Po ukončení aktivní činnosti pak v roce 1992 přešel na post asistenta trenéra do Zlína. Na podzim roku 1993 pak v necelých 35 letech nahradil Josefa Augustu a získal tak první zkušenost v roli hlavního trenéra v extralize. V létě 1994 se vrátil do rodného Přerova, kde se stal koučem místního klubu. Ten ve své druhé sezoně dovedl do baráže o extraligu. V ní sice tým skončil poslední, ale Říhu si vyhlédl barážový soupeř, který extraligu uhájil, HC Pojišťovna IB Pardubice.

### Pardubice
Na prahu sezony 1996/1997 tak Říha nastoupil do angažmá v klubu, který výrazně ovlivnil jeho kariéru. Hokejové Pardubice v polovině 90. let zažívaly složité časy, s výjimkou stříbra v roce 1994 působily v suterénu extraligy, chřadla divácká návštěvnost a v roce 1996 musely obhajovat účast v extralize v baráži. Po baráži se však v klubu nastartoval proces změn, díky nimž klub postupně zamířil do vyšších pater. Šéfem klubu se stal dosavadní obchodní manažer Zbyněk Kusý a ten na post trenéra přivedl právě Říhu, který v 37 letech nastoupil do svého prvního stálého extraligového angažmá. Převzal mladý nenápadný tým, jenž i díky minulým výsledkům a skromným ekonomickým podmínkám patřil k outsiderům extraligy. Říha však s mužstvem, ve kterém byl mj. Milan Hejduk, překvapil. Hned v první sezoně se s týmem držel v horních patrech tabulky a do playoff nakonec šel z 5. místa. V playoff vyřadily Pardubice Třinec v poměru 3:1 na zápasy a v semifinále prohrály s tehdejším hegemonem extraligy, Vsetínem, 1:3 na zápasy, když se jim jako jediným podařilo v playoff 1997 alespoň v jednom zápase mistra porazit. Pardubice nakonec skončily čtvrté a Říha získal cenu pro nejlepšího trenéra sezony. V dalších dvou sezonách už semifinále nezopakoval, ale vždy skromný klub dokázal dovést do čtvrtfinále, kde však Pardubice vypadly s výrazně favorizovaným soupeřem. Po skončení sezony 1998/1999 se rozhodl klub opustit.

### Karlovy Vary
V létě roku 1999 nastoupil do tehdy ambiciózní Becherovky Karlovy Vary. Stále relativně nový klub měl dovést do playoff, což se mu nepodařilo. V následující sezoně se týmu dařilo ještě méně a Říha byl v polovině základní části odvolán.

### Sparta Praha
Ještě v průběhu sezony 2000/2001 nastoupil Říha k trápícímu se obhájci titulu, pražské Spartě. Angažmá sám Říha označil za chybu. Navíc poničilo jeho osobní přátelství s trenérem Františkem Výborným, kterého si ponechal jako asistenta. Říhu nepřijala ani hráčská kabina a tak byl po sotva třech měsících odvolán.

### Slovan Bratislava
Dvě propuštění v jedné sezoně pošramotila Říhovu kariéru a extraligové angažmá pro novou sezonu nezískal. A tak odešel na Slovensko, kde převzal bratislavský Slovan. Hned v první sezoně 2001/2002 získal s klubem svůj první mistrovský titul.

### Pardubice podruhé
Říhův úspěch ve Slovanu a zkušenosti s jeho předchozím pardubickým angažmá přivedly generálního manažera Pardubic Kusého k rozhodnutí přivést Říhu zpět do klubu. Ten výzvu přijal a podepsal s Pardubicemi dvouletou smlouvu. Požadavky byly už jiné. Pardubice se posunuly trvale do horních pater tabulky, ale chyběl jim úspěch v playoff, kde nedokázaly v předchozích sezonách jako favorit přejít přes čtvrtfinále. Říha spolu s asistentem Jiřím Seidlem hned v první sezoně uspěli nad očekávání. Pardubice suverénně ovládly základní část a v playoff přes Znojmo a Třinec postoupily do finále. V něm v dramatické sérii prohrály se Slavií Praha v rozhodujícím sedmém utkání na domácím ledě 0:1. V další sezoně opět Pardubice vládly základní části a měly, navíc posílené o reprezentačního centra Jiřího Dopitu, útočit na titul. V playoff však hlavní favorit vyhořel a s Plzní vypadl hned ve čtvrtfinále po domácí prohře v sedmém zápase 1:5. Říha po vypadnutí přiznal, že v týmu v druhé části sezony bylo pnutí řady osobností, situaci nepomohl ani spor s veteránem Janeckým. Pardubice s Říhou po neúspěchu neprodloužily smlouvu.

### Slovan Bratislava podruhé
Říha se vrátil v létě 2004 na Slovensko do Slovanu Bratislava. I v druhé sezoně na jeho střídačce dovedl mužstvo k titulu. Tentokrát o to cennějšímu, protože v slovenské extralize hráli hráči z NHL, kterou postihla výluka, která trvala celý ročník 2004/2005.

### Chimik Voskresensk
Po dalším úspěchu ve Slovanu odešel poprvé do Ruska. Roční smlouvu podepsal v Chimiku Voskresensk, se kterým se probojoval do čtvrtfinále.

### Pardubice potřetí
I přes další zájem o působení v Rusku Říha neodolal nabídce Zbyňka Kusého a opět se vrátil do Pardubic, kde tentokrát podepsal rovnou tříletou smlouvu. Pardubice v době jeho nepřítomnosti získaly vysněný titul, ale jako obhájce titulu se v další sezoně neprobojovaly vůbec do playoff. Říha hned v první sezoně navázal na předchozí pardubické úspěšné sezony a dovedl tým na druhé místo po základní části. V playoff přes Znojmo, České Budějovice postoupil s týmem do finále, ve kterém se střetl se Spartou, která obhajovala titul. Pardubice prohrály sérii 2:4 na zápasy a Říha se českého titulu opět nedočkal. Nová sezona však neprobíhala dobře. Mužstvu, které opět mělo mířit vysoko, se nepovedl vstup do soutěže. Start sezony ovlivnila dlouhá šňůra zápasů venku kvůli přestavbě haly a také tragické úmrtí obránce Martina Čecha při autonehodě. Nedobré výsledky dospěly k ultimatu pro trenéry, kteří bodový požadavek nesplnili a byli odvoláni. Pro Říhu znamenalo propuštění z klubu velké zklamání. Ve městě se navíc už při druhém angažmá s rodinou usadil.

### Spartak Moskva
Už v prosinci 2007 však převzal moskevský Spartak. Ve slavném klubu, který měl problémy, si díky své práci vydobyl velké renomé. Říha třikrát tým dovedl do playoff. V létě 2010 do Spartaku dorazil z Pardubic brankář Dominik Hašek, který si chtěl vyzkoušet v 45 letech KHL. Vztah mezi dvěma „Pardubáky“ se však rychle začal horšit a nevalné výsledky týmu stály Říhu místo, který později litoval, že s příchodem Haška souhlasil.

### Atlant Mytišči
Říha přes zklamání z vyhazovu ze Spartaku dlouho bez angažmá nezůstal. Téměř hned po něm sáhl Atlant Mytišči. Mužstvo okamžitě zvedl a dokázal se s ním překvapivě probojovat přes Čerepovec, Petrohrad a Jaroslavl do finále KHL. Ufě už Atlant podlehl, ale Říha se tímto výsledkem dostal na vrchol své trenérské kariéry. Získal dokonce ocenění pro nejlepšího trenéra KHL sezony 2010/2011.

### SKA Petrohrad
Díky předchozí výborné sezoně dostal Miloš Říha nabídku z nejbohatšího klubu KHL, SKA Petrohrad. V první sezoně dovedl hvězdný tým k vítězství v západní konferenci, avšak v playoff nakonec do finále nepostoupil, když jeho mužstvo podlehlo pozdějšímu mistru Dynamu Moskva. V klubu však zůstal a vedl ho do další sezony. I přesto, že mužstvo vedlo ligovou tabulku a předvádělo atraktivní hokej, byl však v listopadu 2012 Říha z klubu propuštěn.

### Pardubice počtvrté
Po konci v Petrohradu Říha očekával, že v aktuální sezoně nikde trénovat nebude. Avšak Pardubice v roli obhájce titulu zažívaly složitou sezonu. Před ní skončil v klubu generální manažer Kusý, tým se v průběhu podzimu trápil a říjnová změna trenéra situaci spíše zhoršila. V lednu tak majitel klubu Roman Šmidberský oslovil Říhu, který byl doma ve městě. Říha okamžitě přijal a ještě ten den převzal mužstvo těsně před domácím zápasem. Jeho přítomnost nabudila mužstvo i fanoušky a klub nakonec dokázal proklouznout do předkola playoff. V něm však prohrál v sérii s Kladnem 2:3 na zápasy. Po sezoně klub s Říhou jednal o jeho dalším angažmá, spekulovalo se i o spojení funkce trenéra a sportovního manažera. Říha se však nakonec rozhodl, že chce ještě trénovat v KHL.

### Avangard Omsk
V září 2013 pak Říha nastoupil na lavičku Avangardu Omsk, kterému se nepovedl start sezony. Nový trenér však mužstvo výrazně zvednout nedokázal, to nepostoupilo do playoff a Říha v klubu skončil.

### Pardubice popáté
V lednu 2015 Říha nahradil odvolaného Zdeňka Veneru na pardubické střídačce. Za úkol dostal pozvednout výkony a dostat mužstvo na šesté místo, které by zaručovalo přímý postup do playoff. Říha si jako asistenta zvolil svého syna, Miloše Říhu ml., se kterými se stali prvním trenérským duem otec–syn v extralize. Po krátkodobém zvednutí výsledků se však ani Říhovi moc nedařilo a mužstvo nakonec po dlouhé sérii porážek bylo rádo za postup do předkola playoff. V něm Pardubice dokázaly vyřadit Vítkovice, ale na pozdějšího mistra z Litvínova ve čtvrtfinále nestačily. V roli hlavního trenéra jej nahradil jeho syn.

### Slovan Bratislava potřetí
Od nové sezony převzal potřetí v kariéře Slovan Bratislava, tentokrát však jako účastníka KHL. V klubu vydržel dvě celé sezony, avšak klub měl dlouhodobé finanční potíže, které Říhovi více a více komplikovaly práci. Klub postupem času dlužil čím dál tím větší peníze svým hráčům. V první sezoně ještě dokázal s týmem postoupit do playoff, v další už se to nepovedlo. V říjnu 2017 Slovan Miloše Říhu propustil.

### Česká hokejová reprezentace
V červnu 2018 se Miloš Říha stal trenérem českého národního týmu. Se svazem podepsal smlouvu na dva roky a jeho prvním asistentem se stal Robert Reichel. Na MS 2019 útočil Říha se svým mužstvem na první medaili od roku 2012. Mužstvo předvádělo dobrý hokej, přešlo přes čtvrtfinále, avšak na Kanadu v semifinále nestačilo. Přesto byla bronzová medaile blízko, v zápase o 3. místo tým Rusy přehrával, avšak Rusové především díky výbornému výkonu brankáře Andreje Vasilevského zvítězili 3:2. V červnu 2019 pak hokejový svaz oznámil s ročním předstihem, že Říhu vystřídá Filip Pešán. Říha tak měl vést tým už jen do šampionátu v roce 2020. Ten se nakonec kvůli pandemii covidu-19 neuskutečnil a Říha jako trenér reprezentace v červnu 2020 skončil.

## Smrt
V létě roku 2020 se v médiích objevily informace, že Říha trpí vážnými zdravotními problémy. Říha, který tou dobou žil na Slovensku, byl v srpnu narychlo převezen z nemocnice v Banské Bystrici do IKEM v Praze. Dne 1. září pak Miloš Říha ml. médiím oznámil, že jeho otec zemřel.

## Hráčská kariéra - přehled sezon
Říha odehrál v nejvyšší československé hokejové soutěži 9 sezon, hrál v 262 zápasech a dal 67 gólů.
- 1975–1978 Meochema Přerov
- 1978–1980 Dukla Jihlava
- 1981–1983 TJ Vítkovice
- 1984–1986 TJ Gottwaldov
- 1986/1987 TJ Vítkovice
- 1987/1988 Zetor Brno
- 1988/1990 HC Hodonín

## Trenérská kariéra - přehled sezon
- 1990–1992 HC Hodonín jako hrající trenér
- 1992/1993 AC ZPS Zlín asistent trenéra
- 1993/1994 AC ZPS Zlín asistent trenéra, od podzimu hlavní trenér
- 1994–1995 HC Přerov
- 1995/1996 HC Přerov
- 1996/1997 HC IPB Pojišťovna Pardubice
- 1997/1998 HC IPB Pojišťovna Pardubice
- 1998/1999 HC IPB Pojišťovna Pardubice
- 1999/2000 HC Becherovka Karlovy Vary
- 2000/2001 HC Becherovka Karlovy Vary
- 2001/2002 HC Slovan Bratislava
- 2002/2003 HC IPB Pojišťovna Pardubice
- 2003/2004 HC Moeller Pardubice
- 2004/2005 HC Slovan Bratislava
- 2005/2006 Chimik Voskresensk
- 2006/2007 HC Moeller Pardubice
- 2007/2008 HC Spartak Moskva smlouva prodloužena do roku 2011[17].
- 2008/2009 HC Spartak Moskva (Rusko) (KHL)
- 2009/2010 HC Spartak Moskva (Rusko) (KHL)
- 2010/2011 HC Spartak Moskva (Rusko) (KHL), Atlant Mytišči  (Rusko) (KHL)
- 2011/2012 SKA Petrohrad (Rusko) (KHL)
- 2012/2013 SKA Petrohrad (Rusko) (KHL)
- 2012/2013 HC ČSOB Pojišťovna Pardubice
- 2013/2014 Avangard Omsk (KHL)
- 2014/2015 HC ČSOB Pojišťovna Pardubice (od 36. kola)
- 2015/2016 HC Slovan Bratislava (KHL)
- 2016/2017 HC Slovan Bratislava (KHL)
- 2017/2018 HC Slovan Bratislava (KHL, do října 2017)
- 2018–2020 česká hokejová reprezentace